# 介護医療院
介護医療院（かいごいりょういん）とは、介護保険法等を根拠に、長期的な医療と介護のニーズを併せ持つ高齢者を対象とする、医療機能と生活施設としての機能とを兼ね備えた施設である。
要介護者に対し、同一施設内で医療と介護を一体的に提供する点に特徴がある。平成30年4月の介護保険法等の改正法施行により新たに法定化された施設である。
- 介護保険法について、以下では条数のみ記す。

## 法的定義
介護医療院とは、要介護者であって、主として長期にわたり療養が必要である者（その治療の必要の程度につき厚生労働省令で定めるものに限る。以下この項において単に「要介護者」という。）に対し、施設サービス計画に基づいて、療養上の管理、看護、医学的管理の下における介護及び機能訓練その他必要な医療並びに日常生活上の世話を行うことを目的とする施設として、都道府県知事の許可を受けたものをいう（第8条29項）。
介護医療院は、長期にわたり療養が必要である者に対し、施設サービス計画に基づいて、療養上の管理、看護、医学的管理の下における介護及び機能訓練その他必要な医療並びに日常生活上の世話を行うことにより、その者がその有する能力に応じ自立した日常生活を営むことができるようにするものでなければならない（介護医療院の人員、施設及び設備並びに運営に関する基準（平成30年厚生省令第5号））。

## 開設
介護医療院を開設しようとする者は、厚生労働省令で定めるところにより、都道府県知事の許可を受けなければならない。介護医療院を開設した者が、当該介護医療院の入所定員その他厚生労働省令で定める事項を変更しようとするときも同様である（第107条1項、2項）。この許可は、6年ごとにその更新を受けなければ、その期間の経過によって、その効力を失う（第108条1項）。
都道府県知事は、許可の申請があった場合において、次の各号のいずれかに該当するときは、許可を与えることができない（第107条3項）。都道府県知事は、営利を目的として、介護医療院を開設しようとする者に対しては、この許可を与えないことができる（第107条4項）。都道府県知事は、許可をしようとするときは、関係市町村長に対し、厚生労働省令で定める事項を通知し、相当の期間を指定して、当該関係市町村の市町村介護保険事業計画との調整を図る見地からの意見を求めなければならない（第107条6項）。
1. 当該介護医療院を開設しようとする者が、地方公共団体、医療法人、社会福祉法人その他厚生労働大臣が定める者でないとき。
2. 当該介護医療院が療養室、診察室、処置室及び機能訓練室並びに都道府県の条例で定める施設又は厚生労働省令及び都道府県の条例で定める人員を有しないとき。
3. 介護医療院の設備及び運営に関する基準に従って適正な介護医療院の運営をすることができないと認められるとき。
4. 申請者が、禁錮以上の刑に処せられ、その執行を終わり、又は執行を受けることがなくなるまでの者であるとき。
5. 申請者が、介護保険法その他国民の保健医療若しくは福祉に関する法律で政令で定めるものの規定により罰金の刑に処せられ、その執行を終わり、又は執行を受けることがなくなるまでの者であるとき。
6. 申請者が、労働に関する法律の規定であって政令で定めるものにより罰金の刑に処せられ、その執行を終わり、又は執行を受けることがなくなるまでの者であるとき。
7. 申請者が、保険料等について、当該申請をした日の前日までに、納付義務を定めた法律の規定に基づく滞納処分を受け、かつ、当該処分を受けた日から正当な理由なく3月以上の期間にわたり、当該処分を受けた日以降に納期限の到来した保険料等の全てを引き続き滞納している者であるとき。
8. 申請者が、この許可を取り消され、その取消しの日から起算して5年を経過しない者（当該許可を取り消された者が法人である場合においては、当該取消しの処分に係る通知があった日前60日以内に当該法人の役員又はその開設した介護医療院の管理者であった者で当該取消しの日から起算して5年を経過しないものを含み、当該許可を取り消された者が1.の厚生労働大臣が定める者のうち法人でないものである場合においては、当該通知があった日前60日以内に当該者の開設した介護医療院の管理者であった者で当該取消しの日から起算して5年を経過しないものを含む）であるとき。ただし、当該許可の取消しが、介護医療院の許可の取消しのうち当該許可の取消しの処分の理由となった事実及び当該事実の発生を防止するための当該介護医療院の開設者による業務管理体制の整備についての取組の状況その他の当該事実に関して当該介護医療院の開設者が有していた責任の程度を考慮して、この号本文に規定する許可の取消しに該当しないこととすることが相当であると認められるものとして厚生労働省令で定めるものに該当する場合を除く。
9. 申請者が、許可の取消しの処分に係る通知があった日から当該処分をする日又は処分をしないことを決定する日までの間に廃止の届出をした者（当該廃止について相当の理由がある者を除く）で、当該届出の日から起算して5年を経過しないものであるとき。
10. 申請者が、検査が行われた日から聴聞決定予定日（当該検査の結果に基づき許可の取消しの処分に係る聴聞を行うか否かの決定をすることが見込まれる日として厚生労働省令で定めるところにより都道府県知事が当該申請者に当該検査が行われた日から10日以内に特定の日を通知した場合における当該特定の日をいう。）までの間に廃止の届出をした者（当該廃止について相当の理由がある者を除く。）で、当該届出の日から起算して5年を経過しないものであるとき。
11. 9.に規定する期間内に廃止の届出があった場合において、申請者が、同号の通知の日前60日以内に当該届出に係る法人（当該廃止について相当の理由がある法人を除く）の役員若しくはその開設した介護医療院の管理者又は当該届出に係る1.の厚生労働大臣が定める者のうち法人でないもの（当該廃止について相当の理由がある者を除く）の開設した介護医療院の管理者であった者で、当該届出の日から起算して5年を経過しないものであるとき。
12. 申請者が、許可の申請前5年以内に居宅サービス等に関し不正又は著しく不当な行為をした者であるとき。
13. 申請者が、法人で、その役員等のうちに4.~12.のいずれかに該当する者のあるものであるとき。
14. 申請者が、1.の厚生労働大臣が定める者のうち法人でないもので、その事業所を管理する者その他の政令で定める使用人のうちに4.~12.のいずれかに該当する者のあるものであるとき。

介護医療院の開設者は、都道府県知事の承認を受けた医師に当該介護医療院を管理させなければならない（第109条1項）。
介護医療院の開設者は、介護医療院の設備及び運営に関する基準に従い、要介護者の心身の状況等に応じて適切な介護医療院サービスを提供するとともに、自らその提供する介護医療院サービスの質の評価を行うことその他の措置を講ずることにより常に介護医療院サービスを受ける者の立場に立ってこれを提供するように努めなければならない。介護医療院の開設者は、介護医療院サービスを受けようとする被保険者から提示された被保険者証に、認定審査会意見が記載されているときは、当該認定審査会意見に配慮して、当該被保険者に当該介護医療院サービスを提供するように努めなければならない（第110条）。
介護医療院は、厚生労働省令で定めるところにより療養室、診察室、処置室及び機能訓練室を有するほか、都道府県の条例で定める施設を有しなければならない。介護医療院は、厚生労働省令で定める員数の医師及び看護師のほか、都道府県の条例で定める員数の介護支援専門員及び介護その他の業務に従事する従業者を有しなければならない。このほか、介護医療院の設備及び運営に関する基準は、都道府県の条例で定める（第111条）。
介護医療院に関しては、文書その他いかなる方法によるを問わず、何人も次に掲げる事項を除くほか、これを広告してはならない（広告制限、第112条）。
1. 介護医療院の名称、電話番号及び所在の場所を表示する事項
2. 介護医療院に勤務する医師及び看護師の氏名
3. 前二号に掲げる事項のほか、厚生労働大臣の定める事項
4. その他都道府県知事の許可を受けた事項

都道府県知事又は市町村長は、必要があると認めるときは、介護医療院の開設者、介護医療院の管理者若しくは医師その他の従業者に対し報告若しくは診療録その他の帳簿書類の提出若しくは提示を命じ、介護医療院の開設者等に対し出頭を求め、又は当該職員に、介護医療院の開設者等に対して質問させ、若しくは介護医療院、介護医療院の開設者の事務所その他介護医療院の運営に関係のある場所に立ち入り、その設備若しくは診療録、帳簿書類その他の物件を検査させることができる。質問を行う場合においては、当該職員は、その身分を示す証明書を携帯し、かつ、関係人の請求があるときは、これを提示しなければならない。この権限は、犯罪捜査のために認められたものと解釈してはならない（第114条の2）。

## 経緯
長期にわたり入院を必要とする者に対しては、従来から療養病床があり、公的医療保険各法に基づく「医療療養病床」と介護保険法に基づく「介護療養病床」とがあった。しかしながら2006年（平成18年）の医療制度改革により、介護療養病床は2011年（平成23年）度末を以て廃止し、介護老人保健施設へと転換を進めることとした。その後、実際には転換が進んでいない現実があり、この廃止・転換期限を2017年（平成29年）度末まで6年間延長した。
介護療養病床の平成29年度末での廃止が迫る中、医療ニーズの高い入所者の割合が増加している中で、今後、これらの方々を介護サービスの中でどのように受け止めていくのか等が課題となっていた。このため、慢性期の医療ニーズに対応する今後の医療・介護サービス提供体制について、療養病床の在り方をはじめ、具体的な改革の選択肢の整理等を行うため、厚生労働省内で検討が重ねられた結果、「住まい」機能を確保した上で、医療機能を内包した新たな施設類型が提案された。
今後、要介護認定率や認知症の発生率等が高い75歳以上の高齢者の増加に伴い、医療ニーズと介護ニーズを併せ持つ高齢者の増加が見込まれることから、在宅医療・介護を一体的に提供できる体制の構築とその連携がますます必要となる。地域包括ケアシステムを推進していく観点から、医療処置等が必要であるものの、入院するほどではないが自宅や特別養護老人ホーム等での生活が困難な高齢者にも対応可能な受け皿を確保することは重要である。そのため、「日常的な医学管理が必要な重介護者の受入れ」や「看取り・ターミナルケア」等の機能と、「生活施設」としての機能を兼ね備えた、新たな介護保険施設を創設することとされ、介護医療院はこうして要介護高齢者の長期療養・生活施設として設計された。要介護者に対し、「長期療養のための医療」と「日常生活上の世話（介護）」を一体的に提供する。介護保険法に根拠を置き生活施設としての機能重視を明確化し、同時に医療は提供するため、医療法の医療提供施設にする。